# 伊恩·特纳
伊恩·特纳（英語：Ian Turner，1925年5月11日—2010年10月11日），美国男子赛艇运动员。他曾代表美国参加1948年夏季奥林匹克运动会赛艇比赛，获得男子八人单桨有舵手金牌。

## 家庭
哥哥戴维·特纳。